# Jan-Fredrik Stille
Jan-Fredrik Stille, född 9 maj 1945 i Bankeryds församling, Jönköpings län, död 23 februari 1968 i Stockholm, var en svensk målare och tecknare.
Han var son till redaktören Rolf Stille och Brita Widlund samt brorson till Dag Stille. Efter att han studerat teckning och reklam vid en reklamskola studerade han vid Konstfackskolan i Stockholm, där han lärde känna Håkan Rylander. Tillsammans arrangerade de en utställning på Galleri Mai-Li i Stockholm 1966 som fick ett positivt omdöme av Olle Granath i Dagens Nyheter. Han medverkade därefter i ett flertal grupp- och samlingsutställningar. Hans konst består av landskap och suggestiva visioner av olika miljöer utförda i akvarell.  